# 마시멜로 이야기
《마시멜로 이야기》(Don't Eat the Marshmallow... Yet!: The Secret to Sweet Success in Work and Life)는 미국에서 2005년에 발매한 자기 계발서이다. 기존 자기 계발서와는 달리 이야기 형식으로 나와 있다. 이 이야기에서 마시멜로는 인간이 가질 수 있는 유혹임을 드러내고 있다. 이러한 마시멜로의 유혹을 참아내야 미래의 성공으로 갈 수 있다고 책은 주장한다. 대한민국판은 2005년 11월 20일 한국경제신문이 발간하였다.

## 저자
호아킴 데 포사다(Joachim de Posada)는 미국에서 대중 연설가이자 자기 계발 전문가로 활동하였다. 2015년에 사망하였다. 또 다른 저자 엘런 싱어는 미국에서 문화 콘텐츠 회사 텐새컨드솔루션(Ten-Second Solution)을 설립하였다.

## 주요 내용
한 회사의 운전기사로 일하고 있던 찰리(어떤 책에는 아서라고 써져있으니 주의 요망)는 한순간의 유혹을 참아내지 못하는 경향이 있다. 회사의 사장인 쿠바계 미국인 조나단은 그런 찰리의 행동을 비판하면서, 인생 가운데 있는 마시멜로의 유혹을 참아내야 성공의 길로 갈 수 있다고 말한다. 찰리는 조나단의 옆에서 여러 가지 이야기를 들으면서, 자신의 성공에 대해 생각을 한다.
간디의 손자인 아룬 간디가 아버지에게 거짓말을 하지만 아룬 간디의 아버지는 아들을 잘못키웠다며 15Km나 되는 거리를 스스로 반성하며 5시간 동안 집에 걸어간다.
그후 아룬 간디는 평생 거짓말을 하지 않게 되었다.
또한 양손 타자와 포수인 호르헤 포사다의 이야기도 나온다.

## 대한민국판 번역 논란
이 책은 처음에 당시 SBS 아나운서로 활동한 정지영이 번역했다는 점 때문에, 발간하자마자 종합베스트셀러 1위에 오르기도 하였다. 하지만, 해당 책은 정지영이 아닌 다른 사람이 대리로 번역했다는 의혹이 대한민국 출판계에서 터져 나왔다. 이에 대해 책을 출판한 한국경제 측은 해당 책은 2005년 7월 정지영이 단독 번역하기로 계약을 맺었으나, 오역할 수 있는 우려가 있어서 8월 초에 김경환과 이중 계약을 맺었다고 해명하였다. 이 논란 때문에 결과적으로 정지영은 SBS에서 퇴사하였으며, 자신이 진행하였던 《스위트뮤직박스》, 《결정! 맛대맛》에서 하차하였다. 정지영은 후에 책 수익금 8천100만원을 사회복지공동모금회에 기부하였다.
하지만, 2007년 이와 관련 무혐의 처분을 받았다.